# Uzbekistán en los Juegos Olímpicos
Uzbekistán en los Juegos Olímpicos está representado por el Comité Olímpico Nacional de Uzbekistán, creado en 1992 y reconocido por el Comité Olímpico Internacional en 1993. Antes de la disolución de la Unión Soviética en 1991, los deportistas uzbekos compitieron de 1952 a 1988 bajo la bandera de la Unión Soviética y en 1992 como parte del Equipo Unificado.
Ha participado en ocho ediciones de los Juegos Olímpicos de Verano, su primera presencia tuvo lugar en Atlanta 1996. El país ha obtenido un total de 49 medallas en las ediciones de verano: 18 de oro, 8 de plata y 23 de bronce.
En los Juegos Olímpicos de Invierno ha participado en ocho ediciones, siendo Lillehammer 1994 su primera aparición en estos Juegos. El país ha obtenido una sola medalla en las ediciones de invierno: oro en Lillehammer 1994.

## Medallero

### Por edición
| Evento              | Oro | Plata | Bronce | Total |
| ------------------- | --- | ----- | ------ | ----- |
| Atlanta 1996        | 0   | 1     | 1      | 2     |
| Sídney 2000         | 1   | 1     | 2      | 4     |
| Atenas 2004         | 2   | 1     | 2      | 5     |
| Pekín 2008          | 0   | 1     | 3      | 4     |
| Londres 2012        | 0   | 0     | 3      | 3     |
| Río de Janeiro 2016 | 4   | 2     | 7      | 13    |
| Tokio 2020          | 3   | 0     | 2      | 5     |
| París 2024          | 8   | 2     | 3      | 13    |
| TOTAL               | 18  | 8     | 23     | 49    |

| Evento              | Oro | Plata | Bronce | Total |
| ------------------- | --- | ----- | ------ | ----- |
| Lillehammer 1994    | 1   | 0     | 0      | 1     |
| Nagano 1998         | 0   | 0     | 0      | 0     |
| Salt Lake City 2002 | 0   | 0     | 0      | 0     |
| Turín 2006          | 0   | 0     | 0      | 0     |
| Vancouver 2010      | 0   | 0     | 0      | 0     |
| Sochi 2014          | 0   | 0     | 0      | 0     |
| Pyeongchang 2018    | 0   | 0     | 0      | 0     |
| Pekín 2022          | 0   | 0     | 0      | 0     |
| TOTAL               | 1   | 0     | 0      | 1     |

### Por deporte
| Evento       | Oro | Plata | Bronce | Total |
| ------------ | --- | ----- | ------ | ----- |
| Boxeo        | 10  | 2     | 8      | 20    |
| Gimnasia     | 0   | 0     | 2      | 2     |
| Halterofilia | 2   | 1     | 1      | 4     |
| Judo         | 1   | 2     | 7      | 10    |
| Lucha        | 3   | 2     | 5      | 10    |
| Taekwondo    | 2   | 1     | 0      | 3     |
| TOTAL        | 18  | 8     | 23     | 49    |

| Evento           | Oro | Plata | Bronce | Total |
| ---------------- | --- | ----- | ------ | ----- |
| Esquí acrobático | 1   | 0     | 0      | 1     |
| TOTAL            | 1   | 0     | 0      | 1     |